# Freden i Oliva

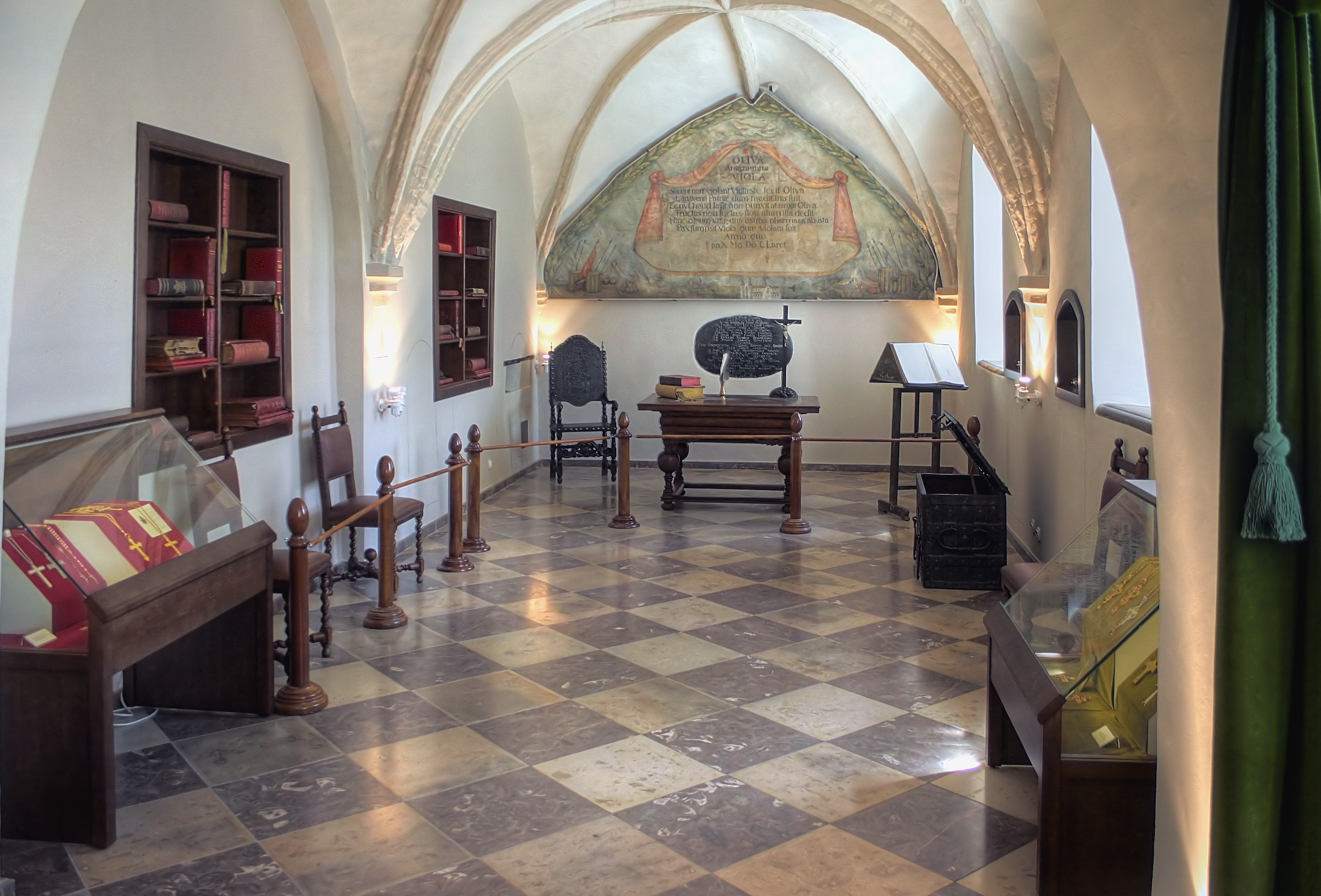
Rum i klostret Oliva där fördraget undertecknades.

Freden i Oliva (polska Oliwa) slöts den 3 maj (23 april enligt g.s.) 1660, och avslutade Karl X Gustavs polska krig som då pågått i fyra år och nio månader mellan Sverige å ena sidan och Polen, Tysk-romerska riket samt Brandenburg å den andra.
I Sveriges fredsvillkor med Polen avstod Johan II Kasimir av Polen för sig och sina efterkommande alla anspråk på den svenska kronan samt avträdde till Sverige norra ("överdüniska") Livland samt Estland och Ösel.
I Sveriges fredsvillkor med tysk-romerska kejsaren återgav denne åt Sverige de av hans trupper i Svenska Pommern och Mecklenburg besatta platserna.
I Sveriges fredsvillkor med kurfursten av Brandenburg upphävdes de mellan Sverige och kurfursten av Brandenburg i Königsberg, Marienburg och Labiau avslutade fördragen, och Sverige erkände således medelbart kurfurstens suveränitet som hertig av Ostpreussen.
Svenska kommissarier vid fredsunderhandlingarna var grevarna Magnus Gabriel de la Gardie, Bengt Oxenstierna och Christopher Carl von Schlippenbach samt presidenten i hovrätten över Pommern och Rügen Anders Gyldenklou. Medlare var franske ambassadören i Polen (1656-1665) Antoine de Lumbres.

## Förlopp
Under hösten 1659 hade de stridande parterna Polen och Sverige börjat förhandlingar om fred, med möten först i Toruń och senare i närheten av Danzig. Sverige behövde fred med Polen för att kunna utkämpa sina övriga konflikter, främst de mot Danmark och Ryssland, medan Polen var utmattat och förhärjat och samtidigt i krig med både Sverige och Ryssland. Efter flera månader av de för tiden vanliga utdragna formaliteterna började de egentliga fredsförhandlingarna 7 januari 1660.
Ett polskt parti med ärkebiskopen av Gnesen i spetsen ville fortsätta kriget för att tvinga iväg de utmattade svenskarna ur Livland. De danska sändebuden i Polen begärde att Polen skulle endast sluta fred tillsammans med Danmark; polackerna ville dock inte göra sig beroende av den dåliga danska krigslyckan gentemot Sverige. Österrike, som önskade genom fortsatt krig driva svenskarna helt ur Tyskland, lovade Polen hjälptrupper, men i Polen misstrodde man Österrikes avsikter och den polska senaten avböjde erbjudandet. Även kurfursten Fredrik Vilhelm av Brandenburg erbjöd Polen hjälp till ett fortsättande av kriget, med förhoppningen att besitta svenska Pommern. 
Frankrike som i praktiken styrdes av kardinal Jules Mazarin önskade fortsatt svensk närvaro i Tyskland för att på så sätt motväga Österrike och Spanien, som betraktades som arvsfiender. Fransmännen fruktade att ett fortsatt krig skulle öka Österrikes inflytande i Tyskland och Polen. Det österrikiska och brandenburgska infallet i svenska Pommern betraktades som ett brott mot Westfaliska freden vilket det ålåg Frankrike att beivra. Frankrike hotade med ett bistånd till Sverige på 30 000 man om inte fred mellan Brandenburg och Sverige slöts före slutet av februari 1660. När nyheten om Karl X Gustavs död kom började Polen, Österrike och Brandenburg öka sina fordringar, men ett nytt franskt löfte om ytterligare hjälp till Sverige vid eventuell fortsättning av kriget fick dessa att slutligen ge efter. Fredsavtalet undertecknades  klostret i Oliva den 3 maj 1660.